# Río Málaya Víshera
El río Málaya Víshera o río Málaya Vísherka (en ruso: Малая Вишера o Малая Вишерка) es un río del óblast de Nóvgorod, en Rusia.
A orillas de este río, de unos 50 km de longitud se encuentra la localidad de Málaya Víshera. Nace en los pantanos de la región de Vitka, 10 km al nordeste de la ciudad. Al reunirse con el Bolshaya Víshera forman el río Víshera.
Siguiendo la corriente del río, una vez pasada Málaya Víshera, se encuentran las siguientes aldeas: Glutno, Selishchi y Podubie y la antiguamente habitada Krásnaya Vísherka. Entre su nacimiento y Málaya Víshera encontramos Byselki y Pustaya Vísherka.